# Мале (провинция Тренто)
Мале́ (итал. Malè) — коммуна в Италии, располагается в провинции Тренто области Трентино-Альто-Адидже, центр сообщества Валле-ди-Соле.
Население составляет 2135 человек (2011), плотность населения составляет 82 чел./км². Занимает площадь 26 км². Почтовый индекс — 38027. Телефонный код — 0463.
Покровительницей коммуны почитается Пресвятая Богородица. Её Успение ежегодно празднуется 15 августа.

## Демография
Динамика населения:

## Администрация коммуны
- Официальный сайт: https://web.archive.org/web/20060510001710/http://www.comunemale.it/